# Подорожні
«Подорожні» (в міжнародному показі — «Wayfarers») — короткометражний документальний фільм 2005 року режисера Ігоря Стрембіцького. Перша українська стрічка — переможець Каннського кінофестивалю.
Для зйомок свого психологічного фільму Стрембіцький обрав незвичайну київську натуру — Будинок ветеранів, у якому доживають роки самотні немолоді актори, та психоневрологічний диспансер з його дивним для багатьох устроєм.
Займає 68-70-у позицію у списку 100 найкращих фільмів в історії українського кіно.

## Синопсис
|  | Ой люлі-люлі, спатоньки хочу, покладу я головоньку на білую постелоньку, може, я засну... Фільм про дитинство, яке не повертається, про мрії, які не здійснюються, і про те, що божевілля може бути і щастям, і горем. |